# San Diego (San Roque)
San Diego es una urbanización perteneciente al municipio de San Roque en la provincia de Cádiz, Andalucía, España. Está situada a 20 kilómetros al noreste del casco urbano de San Roque, en el límite con la provincia de Málaga, próxima a la urbanización Punta Chullera de Manilva.
Desde la urbanización se puede acceder a la playa de Cala Sardina, la más oriental de la provincia de Cádiz. San Diego cuenta con un acceso a la autovía del Mediterráneo a la altura del kilómetro 138.

## Galería de imágenes

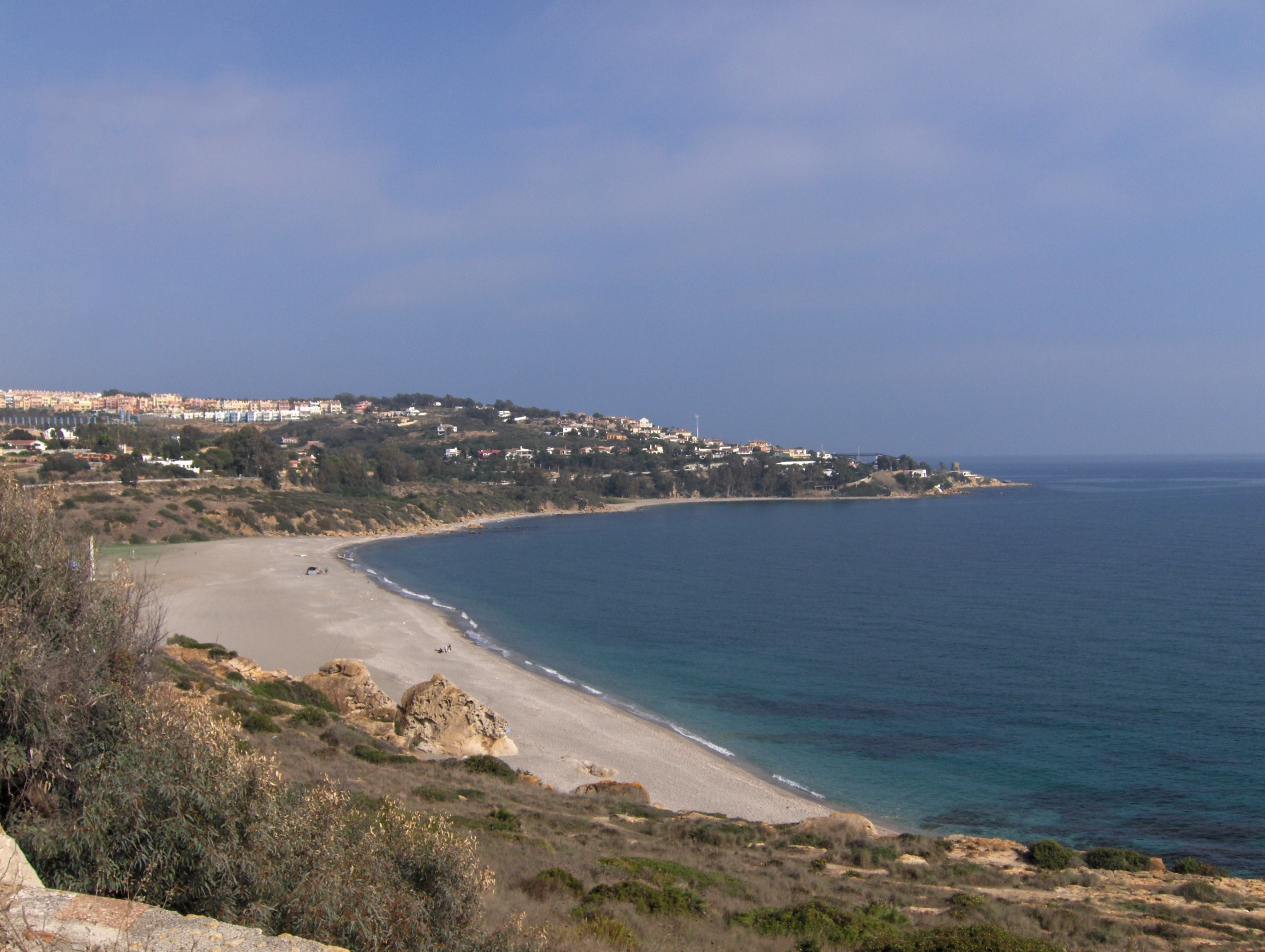
Playa de Cala Sardina. A la izquierda, a la altura de la A-7, la urbanización de San Diego  ( TORREGUADIARO )
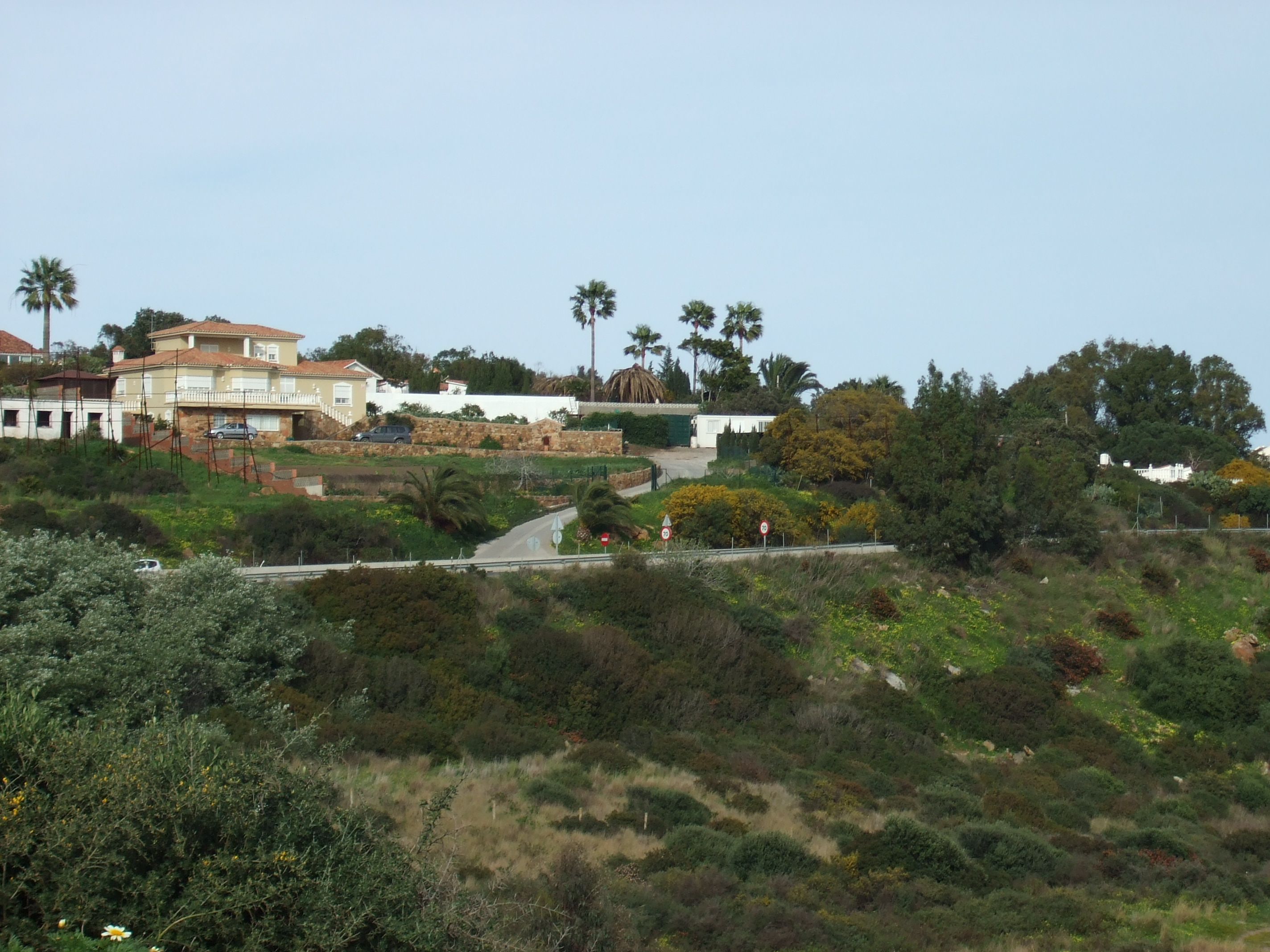
San Diego visto desde la N-340 a la altura de Cala Sardina.